# Johan van Oldenbarnevelt
Johan van Oldenbarnevelt (Amersfoort, 14 de setembre de 1547-La Haia, 13 de maig de 1619) va ser un advocat, polític i home d'estat neerlandès, el qual va tenir un paper molt important a la guerra que va portar a la independència d'Holanda d'Espanya. Col·laborador de Guillem I i el seu fill Maurici de Nassau, aquest últim el va fer executar el 1619.

## Primers temps
Johan van Oldenbarnevelt va néixer a Amersfoort, una ciutat pertanyent a Utrecht, avui Països Baixos.
Va estudiar lleis a la Universitat Catòlica de Lovaina, Brabant Flamenc. Es trasllada a Heidelberg i Pàdua per completar i finalitzar els seus estudis. Viatja per França i Itàlia abans d'establir-se a La Haia. Durant el seu pas per Heidelberg coneix el protestantisme, convertint-se al final en un moderat calvinista que va donar suport a Guillem d'Orange en la seva rebel·lió contra el regne d'Espanya.
El 1575 es va casar amb Maria van Utrecht; d'aquest matrimoni van tindre quatre fills, dos nens i dues nenes.

### Política
Va servir com a voluntari per a l'alliberament de Haarlem el 1573 i de Leiden el 1574. L'any 1576 va obtenir l'important lloc de conseller de Rotterdam, que el fa traslladar-se pels diferents estats d'Holanda. La seva capacitat comercial, comprensió d'assumptes singulars i els seus grans dots per a l'oratòria li van fer obtenir una posició de gran influència i prestigi.
Es va convertir en un gran promotor de la Unió d'Utrecht (1579), i donà suport a la revolta dels estats d'Holanda i Zelanda contra el domini espanyol i en favor de Guillem I, príncep d'Orange, el 1584. Durant aquesta revolta va arribar a ésser el líder nacional de la revolta.
A la mort de Guillem d'Orange, el succeeix el seu fill Maurici de Nassau, a qui dona suport, igual que havia fet amb el seu pare. Aquest suport és degut a la seva oposició a les polítiques del governador general, el duc de Leicester Robert Dudley. Aquesta pressió per part dels partidaris del príncep d'Orange obliga Leicester a retirar-se el 1587, i a deixar el poder militar a les mans de Maurici de Nassau.

## Gran Pensionari

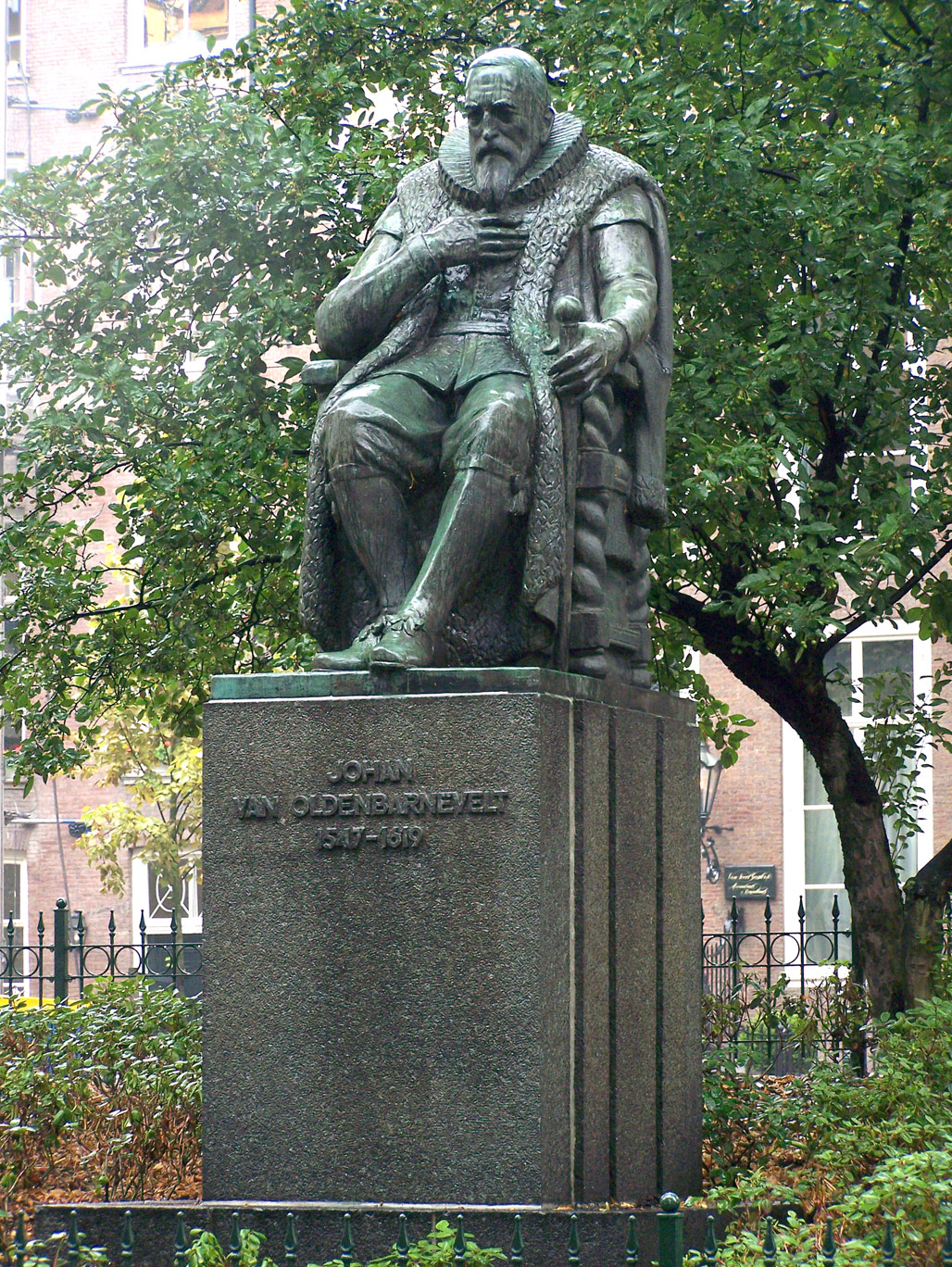
Monument a Oldenbarnevelt a la Haia.

El 16 de març de 1586, va accedir al càrrec de Gran Pensionari d'Holanda en substitució de Paulus Buys, un lloc on es va mantenir trenta-dos anys. Amb aquest nomenament el seu poder va créixer de forma considerable i amb aquest poder va continuar reforçant la Unió d'Utrecht, a més d'usar el càrrec en el seu propi benefici polític.
Durant els dos anys crítics que van seguir al retir de Robert Dudley es va convertir en un home d'estat i va intentar apaivagar els intents separatistes de les diferents províncies que formaven la Unió, evitant d'aquesta forma la fàcil conquesta per part del gran exèrcit d'Alexandre Farnese, duc de Parma. Per sort per als Països Baixos, l'atenció del rei Felip II d'Espanya estava posada en la invasió d'Anglaterra, cosa que va permetre a Oldenbarneveldt reunir tot el poder administratiu a les seves mans a falta d'un govern organitzat de manera central. Aquest intent d'aglutinar el poder es va veure afavorit per l'ajut de Maurice de Nassau el 1589, que el va nomenar governador de les Set províncies, capità general i almirall de la Unió.
Els interessos d'aquests dos governants, Maurici de Nassau i Oldenbarneveldt, no van entrar en conflicte perquè Maurici tenia més interès en el poder militar, en l'entrenament i la direcció d'exèrcits, ja que no tenia capacitat especial com a estadista o inclinació per a la política. Oldenbarneveldt exercia el paper d'estadista més inclinat cap a la política.
Tanmateix aquest acord va començar a esquerdar-se el 1600 quan Maurici va ser forçat contra la seva voluntat per l'Estat, i sota la influència d'Oldenbarneveldt, a emprendre una expedició a Flandes. Aquesta missió només es va salvar del desastre pels esforços desesperats que van culminar en la victòria de la batalla de Nieuwpoort.
El 1598 Oldenbarneveldt va participar en una ambaixada política davant el rei francès Enric IV i la reina d'Anglaterra Elisabet I i novament en una altra missió política el 1605 per felicitar el nou rei Jaume I d'Anglaterra i VI d'Escòcia pel seu ascens al tron.
El 20 de març de 1602 va fundar en la seva qualitat de governador la Companyia Holandesa de les Índies Orientals.

## Relació amb Espanya
El 1596 va signar la triple aliança amb Anglaterra i França per acabar amb el poder del Regne d'Espanya.
El 1606 comença les negociacions amb Albert, arxiduc d'Àustria, i amb la infanta Elisabet per a la signatura d'una treva duradora, fet que produeix una gran controvèrsia a Holanda. Finalment arriba a un acord amb els representants de Felip III, la Pax Hispànica, que converteix els estats dels Països Baixos en les Províncies Unides, convertits en Estats lliures lligats a l'Imperi Espanyol.
Maurici i el seu cosí William Louis, governador de Frísia, juntament amb els caps de l'armada i l'exèrcit, a més a més dels líders religiosos calvinistes, es van oposar fortament a aquest tractat de pau. Ells creien que es tractava d'una estratègia del monarca espanyol per aconseguir un temps de descans en el qual recuperar la seva força per a un atac renovat contra la independència dels Països Baixos.
Durant tres anys van continuar les negociacions, però després de finalitzar aquest període, el 9 d'abril de 1609, la treva dels dotze anys es va donar per concretada. Totes les demandes holandeses van ser directament o indirecta garantides i Maurici es va veure obligat de forma refractària a admetre les condicions més favorables obtingudes per la diplomàcia ferma i experta d'Oldenbarnevelt.

## Oldenbarnevelt i la religió
Un dels aspectes importants de la revolta dels territoris dels Països Baixos contra Espanya va ser el motiu religiós. El Regne d'Espanya era una monarquia catòlica, mentre als Països Baixos imperava la doctrina calvinista. El calvinisme va començar a difondre's primer entre les classes baixes, però va arribar en poc temps a les classes governants. Oldenbarnevelt donava suport al corrent anticalvinista arminianista fundat per Jacobus Arminius, més tolerant i oberta en contraposició amb l'opció que defensava Maurici de Nassau, que era més radical i denominada gomarista contra remonstrants, fundada per Franciscus Gomarus. Finalment el corrent d'Oldenbarnevelt només va triomfar en Amsterdam, i el corrent més radical es va imposar en la resta dels estats.
Per evitar les disputes entre els partidaris de tots dos corrents religiosos, Oldenbarnevelt impedeix la predicació dels pastors més radicals. El 1617 en un intent de tallar aquests problemes, es reuneixen els Estats Generals dels Països Baixos, on s'intenta fundar una església que unifiqui les confessions. En aquest congrés les seves intencions xoquen frontalment amb els interessos d'Holanda, la qual exerceix el seu dret de vet.

## Judici i execució

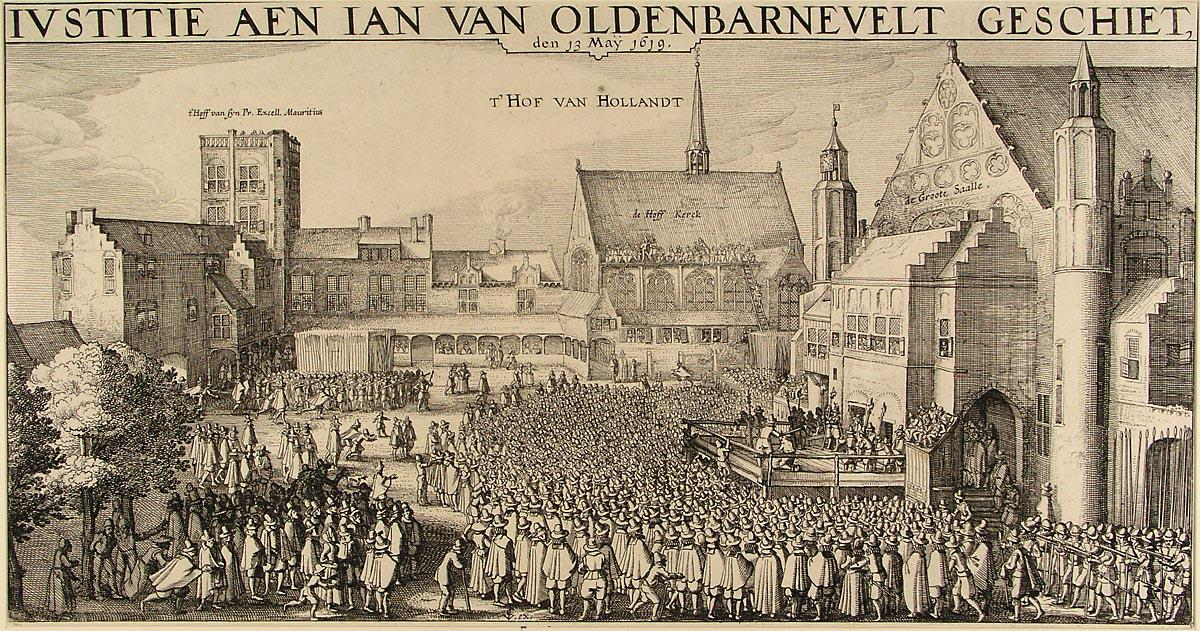
L'execució de Johan van Oldenbarnevelt al Binnenhof a la Haia, 13 de maig de 1619.

Després de la pau signada amb Espanya, lluny d'acabar els conflictes provoca una sèrie de disturbis a l'interior de la Unió. Aquests conflictes són provocats pel cada vegada major poder de l'estat d'Holanda, governat pel partit republicà, respecte als altres membres, fet aquest que xocava frontalment amb les aspiracions dels prínceps d'Orange lògicament monàrquics que volien instaurar la monarquia. La creixent influència dels republicans desemboca el 1609 amb la pèrdua del suport que exercia Maurici de Nassau a Oldenbarnevelt i al partit republicà.
La tensió pel tema religiós desemboca en la invasió d'Holanda el 29 d'agost de 1618 per part de Maurici de Nassau, que va aprofitar aquesta confusió per enderrocar al partit republicà. Prèviament el 23 d'agost de 1618 Oldenbarnevelt és capturat per ordre dels Estats Generals i és acusat de traïció. També és arrestat al costat seu Hugo Grotius.
Oldenbarneveldt roman al costat dels seus amics en confinament fins a novembre, moment en què comença el judici. Compareix més de seixanta vegades davant el tribunal, que examina de forma severa i crítica tota la seva trajectòria al llarg de la seva vida.
El 20 de febrer de 1619 va ser finalment processat davant d'un tribunal format per vint-i-quatre membres dels quals solament la meitat eren holandesos i quasi tots ells enemics personals seus. El tribunal no era una cort legal, ni tenia jurisdicció sobre el pres, però la protesta de l'advocat, que va demandar el seu dret d'ésser jutjat per la província sobirana d'Holanda, on ell era nascut, va ser desatesa.
Així el jurat el diumenge 12 de maig de 1619 va pronunciar la sentència de pena de mort. L'endemà, el 13 de maig de 1619, la sentència va ser executada i el vell estadista va ser decapitat a l'edat de setanta-un anys al Binnenhof a La Haia. Aquest fet, segons les seves paraules, va ser la seva recompensa per servir al seu país durant quaranta-tres anys.